# Ókori rabbik listája
Az alábbi lista a nevezetes ókori zsidó rabbikat tartalmazza. A zsidó tudományos irodalom a korai rabbik korát két kisebb periódusra, a tannaiták és a későbbi amórák időszakára bontja szét.

## Tannaiták kora

### A Templom lerombolása előtti rabbik („0. nemzedék”,Kr. u. 10-ig)
- Hillél (Kr. e. 110 körül – Kr. u. 10)
- Sammáj (Kr. e. 50 körül – Kr. u. 30 körül)
- I. Gamáliel (? – Kr. u. 52)

### I. nemzedék (10körül –80körül)
- Simon ben Gamáliel (10 körül – 70)
- Johanán ben Zakáj (30 körül – 90)
- Jehuda ben Baba (62 körül – 132 körül)

### II. nemzedék (80körül –120körül)
- Rabbi Josua ben Hannania (? – 131)
- Eliezer ben Hurcanus (2. század)
- II. Gamáliel (? – 114)
- Eleazar ben Arah (1. század vége)

### III. nemzedék (120körül –140körül)
- Akiba ben Jószéf (17 – 137)
- Rabbi Tarfon (2. század)
- Ismael ben Elisa (70 – 135)
- Eleazar ben Azariah (2. század)
- Joszé HaGelili (2. század)
- Elisa ben Abujah (70 előtt – 2. század)

### IV. nemzedék (140körül –165körül)
- Javnei Simon ben Gamáliel (100 körül – 160 után)
- Meir Baal HaNesz (2. század)
- Simon bar Joháj (67 – 160)
- Joszé ben Halafta (? – 160 körül)
- Jehuda ben Iláj (110 körül – ?)
- Rabbi Nehemiah (élt 150 körül)

### V. nemzedék (165körül –200körül)
- Rabbi Joszé (2. század)
- Rabbi Jismael (2. század)
- Rabbi Simon (2. század)
- Rabbi Nathan (2. század)
- Rabbi Hijja (180 körül – 230 körül)
- Júda HaNászi (135 – 217)

## Amóriták kora

### I. nemzedék (230körül –250körül)
- Abba Arika, más néven Rav (160 – 247)
- Sámuel bar Abba (165 – 257)
- Josua ben Lévi (3. század)
- Simon bar Kappara (3. század)

### II. nemzedék (250körül –290körül)
- Rav Huna (216 körül – 296/297)
- Rav Juhuda (220 – 299)
- Adda bar Ahava (3. század)
- Hilél ben Gamáliel (3. század)
- II. Júda (3. század)
- Simon ben Lákis (200 körül – 275)
- Johanan bar Nappaha (180 – 279)
- Sámuel ben Nahman (3. század)
- Kefar Tamartai Sila (3. század)
- Iszaak Nappaha (3. század)
- Anani ben Szaszon (3. század)

### III. nemzedék (290körül –320körül)
- Rabbah bar Nahmani (270 körül – 330 körül)
- Joszéf ben Hijja (? – 333)
- Rav Zeira (4. század eleje)
- Rav Hiszda (217 – 309)
- Simeon ben Pazzi (4. század eleje)
- Rav Seses (4. század eleje)
- Rav Nachman (? – 320 körül)
- Rabbi Abbahu (? – 320 körül)
- Hamnuna (4. század eleje)
- III. Júda (? – 320 körül)
- Rabbi Ammi (4. század eleje)
- Rabbi Asszi (4. század eleje)
- Hanina ben Pappa (4. század eleje)
- Rabbah bar Rav Huna (4. század eleje)
- Rami bar Hama (4. század eleje)
- Rav Sámuel bar Juhuda (4. század eleje)

### IV. nemzedék (320körül –350körül)
- Abaje (? – 339)
- Rava ben Joszéf (280 körül – 352)
- II. Hillél (4. század közepe)
- Abba, a Sebésh (4. század közepe)
- Bebaj ben Abaje (4. század közepe)

### V. nemzedék (350körül –380körül)
- Rav Nahman bar Jicak (? – 356)
- Rav Papa (? – 371)
- Rav Kahana (4. század vége)
- Rav Hama (4. század vége)
- Rav Hun (4. század vége)

### VI. nemzedék (380körül –430körül)
- Rav Ási (352 – 427)
- I. Ravina (? – 421)

### VII. nemzedék (430körül –470körül)
- Mar bar Rav Asi (? – 467)

### VIII. nemzedék (470körül –500körül)
- II. Ravina (422 – 499)

## Fordítás
- Ez a szócikk részben vagy egészben  a   Tannaim című angol Wikipédia-szócikk fordításán alapul.  Az eredeti cikk szerkesztőit annak laptörténete sorolja fel. Ez a jelzés csupán a megfogalmazás eredetét és a szerzői jogokat jelzi, nem szolgál a cikkben szereplő információk forrásmegjelöléseként.
- Ez a szócikk részben vagy egészben  az   Amoraim című angol Wikipédia-szócikk fordításán alapul.  Az eredeti cikk szerkesztőit annak laptörténete sorolja fel. Ez a jelzés csupán a megfogalmazás eredetét és a szerzői jogokat jelzi, nem szolgál a cikkben szereplő információk forrásmegjelöléseként.